# Laanstraat (Baarn)
De Laanstraat is de winkelstraat van Baarn in de Nederlandse provincie Utrecht. De straat verbindt de Brink met de Nieuw Baarnstraat.
Het eerste deel vanaf de Brink tot de Oranjestraat heette vroeger de Holle Weg. Deze sloot een eind westelijker aan op de Oude Utrechtseweg. Toen dit eerste deel van de Holle weg in 1864 verhard werd, kreeg het de naam Oranjestraat. In 1876 werd de steeg tussen de Oranjestraat en de Stationsweg verbreed. Deze steeg kreeg ook de naam Oranjestraat. Inmiddels was de rest van de Holle weg verhard, waarna dit deel de naam Laanstraat kreeg, naar de destijdse burgemeester Jacob Laan. Aan de Laanstraat staat ook het oude deel van het gemeentehuis van Baarn, dat in 1906 op de plaats van ville Mes Délices werd gebouwd.
De Laanstraat ontwikkelde zich na de aanleg van de spoorlijn tot de hoofdstraat van Baarn. De Laanstraat begon dus niet bij de Brink, maar een stuk westelijker. Omdat dit oudste deel van de Oranjestraat in het verlengde van de Laanstaat lag, kreeg het later ook de naam Laanstraat. 